# Pogorzela
Pogorzela (germană Brandenstein) este un oraș în Polonia.